# Edizioni delle composizioni di Igor Stravinskij
L'ordinamento è per titolo della composizione conosciuto in italiano.
Agon (1957)
- Agon / Ballet for twelve dancers, partitura da studio completa, formato tascabile, Boosey & Hawkes, HPS 701, ISMN M-060-02611-9

Apollon Musagète (1928)
- Apollon Musagète, partitura completa, Boosey & Hawkes

La carriera di un libertino (1951)
- The Rake's Progress, partitura completa, Boosey & Hawkws, 1951

La sagra della primavera (1911-1913)
- The Rite of Spring, partitura completa, Boosey & Hawkes, ISBN 978-0-8516-2191-3, ISMN M-060-10538-8
- The Rite of Spring, spartito trascritto per pianoforte solo da Vladimir Leyetchkiss, G. Schirmer, 1985, E-3493, HL 50490000

Les cinq doigts (1921)
- Les Cinq Doigts / 8 Pièces très faciles sur 5 notes (Le cinque dita / 8 Pezzi facilissimi su 5 note), spartito per pianoforte, Chester Music, 1922-1990, CH 02090, ISBN 0-7119-2364-7

L'uccello di fuoco (1910)
- Firebird Ballet Suite (balletto completo), versione del 1945, Edition Schott
- L'Oiseau de Feu (suite), versione del 1919, Chester Music, CH 00017

Histoire du soldat (1918)
- Histoire du soldat / Lue, Jouée et Dansée en Deux Parties, testo di Charles-Ferdinand Ramuz, partitura, Chester Music, 1987-1992, CH 55726, ISBN 0-7119-3841-5
- Histoire du soldat / Lue, Jouée et Dansée en Deux Parties, testo di Charles-Ferdinand Ramuz, trascrizione per pianoforte, Chester Music, 1924-1990, CH 09712, ISBN 0-7119-2252-7

Oedipus rex (1927)
- Oedipus Rex, partitura completa, Boosey & Hawkes

Petruška (1911)
- Pétrouchka / revised 1947 version, partitura completa, collana Masterworks, Boosey & Hawkes, ISBN 978-0-8516-2200-2 ISMN M-060-10709-2

Piano rag music (1919)
- Piano-Rag-Music (1919), spartito per pianoforte solo, dedicato a Arthur Rubinstein, Chester Music, 1920-1989

Pulcinella (1920)
- Pulcinella, partitura completa, Boosey & Hawkes

Ragtime (1918)
- Rag Time per 11 strumenti, trascrizione per pianoforte solo del compositore, dedicato a Madame Errasuri, Chester Music, 1920-1996, CH 02071

Sinfonia di Salmi (1930)
- Symphony of Psalms, partitura completa, Boosey & Hawkes

Trois Histoires pour enfants (1915-1917)
- Trois histoires pour enfants, spartito per canto e pianoforte, Chester Music, 1920, ISBN 0-7119-3693-5

### Siti delle case editrici musicali citate
- Boosey & Hawkes, su boosey.com.
- Chester Music, su chesternovello.com.
- G. Schirmer Inc., su schirmer.com.
- Edition Schott, su schott-music.com.